# Santa Catarina Juquila
Santa Catarina Juquila là một đô thị thuộc bang Oaxaca, México. Năm 2005, dân số của đô thị này là 14380 người.